# S. Nagy Katalin
S. Nagy Katalin (Nagykanizsa, 1944. október 19. –) magyar művészettörténész, szociológus, egyetemi tanár. A szociológiai tudományok kandidátusa (1983), doktora (1997).

## Életpályája
Szülei Nagy József és Rosenheim Anna voltak. 1963—1973 között az ELTE hallgatója volt, ahol magyart, filozófiát, művészettörténetet és szociológiát tanult. 1965-ben kristálycsiszoló szakmunkás lett. 
1968–1970 között az Akadémiai Kiadó lexikonszerkesztője volt. 1971–1972 között a Miskolci Képtár munkatársa volt. 1973–1979 között a Népművelési Intézetben dolgozott. 1980–1990 között a Marx Károly Közgazdaságtudományi Egyetem és az ELTE oktatója volt. 1980–1986 között a Tömegkommunikációs Kutatóközpont tudományos főmunkatársa volt. 1981 óta a Budapesti Műszaki és Gazdaságtudományi Egyetem tanára. 1986–1998 között az Iparművészeti Egyetemen művészetszociológiát és vizuális kommunikációt oktatott. 1992–1996 között a Miskolci Egyetemen tanított. 1994–1997 között a Kodolányi János Főiskola kommunikáció elmélet, vizuális kommunikáció tanára volt. 
1996-ban habilitált. 1996–1998 között az Általános Vállalkozói Főiskola kultúraszociológia és kommunikáció tanára volt. 1997 óta a Kanizsa Felsőoktatásáért kuratórium elnöke. 1998 óta tanszékvezető egyetemi tanár. 2005–2009 között a Budapesti Műszaki és Gazdaságtudományi Egyetem Társadalomismeret Intézet igazgatója volt. 2010 óta a Pannon Egyetem tanára.
Kutatási területe a kultúra- és művészetszociológia, a mindennapi élet szociológiája, a vizuális kommunikáció és a XX. századi művészettörténet.

## Tagságai
1976 óta a Magyar Képző- és Iparművészeti Szövetség tagja. 1989–1998 között a Mozgókép és befogadás Alapítvány Kuratóriumának tagja volt. 1989 óta a Magyar Szociológiai Társaság művészetszociológiai szakosztályának elnöke. 1996 óta a Magyar Szemiotikai Társaság, a Magyar Filozófiai Társaság és a Polányi Mihály Szabadelvű Filozófiai Társaság tagja. 1999 óta a Farkas István kuratórium elnöke. 2005 óta a Magyar Kommunikáció Társaság tagja.

## Művei
- Anna Margit (1971)
- Festmény és nézője (1975)
- Deim Pál (1977)
- Farkas István (nagymonográfia, 1979, 1994)
- Péter Vladimir (1979)
- Marc Chagall (1980)
- Eredmények a lakáskultúra-vizsgálatból 1974–1978 (1980)
- Lakásmód, lakáskultúra Telkibányán, 1975–1978 (1981)
- A vizuális kultúráról (szerkesztette, 1982)
- Divatszociológia (szerkesztette, 1982)
- A viselkedéskultúráról (1984)
- Lakberendezési szokások (1987)
- Művészetszociológia (szerkesztette, 1990)
- A látvány, amelyben élünk (1990)
- Ország Lili (nagymonográfia, 1993)
- Föld-hajó (1993)
- Paul Hargittai (1995)
- Németh Géza (1995)
- Józsa Péter Emlékkönyv (szerkesztette, 1995)
- Bolmányi Ferenc (2000)
- Asszonysorsok a XX. században (szerkesztette, 2000)
- Önarcképek. A művész szerepváltozásai (2001)
- Gábor Marianne (monográfia, 2003)
- A lakáskultúra története (2003)
- Emlékkavicsok. Holocaust a magyar képzőművészetben 1938–1945 (2006)
- Mű – művészek – befogadás (2007)
- Szociológia közgazdászoknak (szerkesztette, 2007)
- Szociológia mérnököknek (szerkesztette, 2008)
- Más-kor. Festők, képek, kiállítások; Gondolat, Bp., 2009
- Rajkó Andrea–S. Nagy Katalin: Művészettörténet, 1–2.; Typotex, Bp., 2009–2010 (Baccalaureus scientiae tankönyvek)
- Képzőművészet és kommunikáció; BME GTK–Typotex, Bp., 2013 (Képfilozófiák)
- Emlékkönyv; szerk. S. Nagy Katalin; Kanizsa Felsőoktatásáért Alapítvány, Nagykanizsa, 2015
- T. Horváth Éva; Alapos Kalapos Bt., Bp., 2016
- Képekről… 21 esszé; Kaleidoscope, Bp., 2020 (Kaleidoscope könyvek)
- Szirmai Imre; Medicina, Bp., 2021
- Csak úgy... Önéletrajzi jegyzetek; Arnolfini Archívum, Szigetszentmiklós, 2021 (Arnolfini books)
- Izsák Éva–S. Nagy Katalin: Látószögek...; Kaleidoscope–Létra Alapítvány, Bp., 2022 (Kaleidoscope könyvek)
- Csak úgy... 2. Önéletrajzi jegyzetek; Arnolfini Archívum, Szigetszentmiklós, 2022 (Arnolfini books)
- Csak úgy... 3. Önéletrajzi jegyzetek; Arnolfini Archívum, Szigetszentmiklós, 2023 (Arnolfini books)

## Díjai, kitüntetései
- Kiváló Tanár (1990)
- Széchenyi professzori ösztöndíj (1997-2000)
- Nagykanizsa díszpolgára (2002)
- Máriás Antal-emlékérem (2009)